# شهرزاد کمال‌زاده

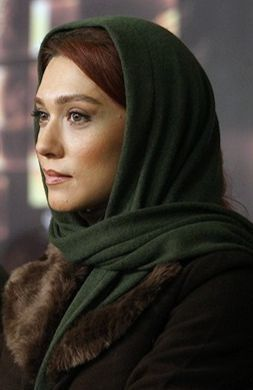
شهرزاد کمال‌زاده

شهرزاد کمال‌زاده (زاده ۷ فروردین ۱۳۶۴ در تهران) بازیگر سینما و تلویزیون ایرانی است. او حرفه خود را از سال ۱۳۸۰ با بازی در مجموعه تلویزیونی هزاران چشم ساخته کیانوش عیاری آغاز کرد و پس از ایفای نقش در آثاری مانند راه طولانی و عقاب صحرا به شهرت رسید.

## فعالیت هنری
شهرزاد کمال‌زاده با بازی در سریال هزاران چشم ساخته کیانوش عیاری نخستین حضور تلویزیونی خود را تجربه کرد و نیز از سال ۱۳۸۳ با بازی در نقشی کوتاه در فیلم دیشب باباتو دیدم آیدا به کارگردانی رسول صدرعاملی وارد سینما شد. او پس از چندین سال حضور در تلویزیون و سینمای ایران، در بهار سال ۱۳۹۱ با پخش سریال راه طولانی به کارگردانی رضا کریمی از شبکه یک تلویزیون ایران و بازی در نقش «بهاره» به شهرت رسید.
یکی از متفاوت‌ترین بازی‌های او در سریال آرام می‌گیریم به کارگردانی روح‌الله سهرابی بود که در نقش یک دختر معتاد ظاهر شد و مخاطبان زیادی را باخود همراه نمود.

## فیلم‌شناسی

### سینمایی
| عنوان فیلم                   | سال تولید | کارگردان فیلم   |
| ---------------------------- | --------- | --------------- |
| اتاق تاریک                   | ۱۳۹۸      | روح الله حجازی  |
| برمودا                       | ۱۳۹۷      | رهبر قنبری      |
| اولین امضا برای رعنا         | ۱۳۹۶      | علی ژکان        |
| ذوب شدن پادشاه               | ۱۳۹۳      | هوتن زنگه‌پور    |
| روزگاری عشق و خیانت          | ۱۳۹۲      | داود بیدل       |
| بشارت به یک شهروند هزاره سوم | ۱۳۹۱      | محمد هادی کریمی |
| عقاب صحرا                    | ۱۳۹۱      | مهرداد خوشبخت   |
| آدمکش                        | ۱۳۸۸      | رضا کریمی       |
| سپید و سیاه                  | ۱۳۸۸      | قاسم جعفری      |
| کابوس                        | ۱۳۸۷      | سیروس مقدم      |
| نامزد آمریکایی من            | ۱۳۸۷      | داوود توحیدپرست |
| هم‌خانه                       | ۱۳۸۶      | مهرداد فرید     |
| دیشب باباتو دیدم آیدا        | ۱۳۸۳      | رسول صدرعاملی   |

### نمایش خانگی[نیازمند منبع]
| عنوان فیلم           | سال تولید | کارگردان                    |
| -------------------- | --------- | --------------------------- |
| بگذارید میترا بخوابد | ۱۳۹۵      | آرش سنجابی                  |
| شب‌های مافیا          | ۱۳۹۹      | سعید ابوطالب                |
| شام ایرانی ۲         | ۱۳۹۹      | سعید ابوطالب                |
| نارگیل               | ۱۴۰۰      | ابراهیم عامریان، حمزه صالحی |
| جادوگر               | ۱۴۰۱      | مسعود اطیابی                |
| ناتو                 | ۱۴۰۲      | مهدی صفی یاری               |
| تیراندازی            | ۱۴۰۲      | محمدامین کریم پور           |

### تلویزیونی

#### مجموعه تلویزیونی
| عنوان سریال                  | سال تولید | تولید شبکه    | کارگردان               |
| ---------------------------- | --------- | ------------- | ---------------------- |
| مسافران شهر                  | ۱۴۰۱      | شبکه پنج سیما | سیروس حسن پور          |
| مستند ابوطاها                | ۱۴۰۰      | شبکه سه سیما  | سید ابوالفضل سنگ سفیدی |
| گاندو ۲                      | ۱۴۰۰      | شبکه سه سیما  | جواد افشار             |
| آدت نمی‌کنیم                  | ۱۳۹۹      | شبکه آیو      | سید ابوالفضل سنگ سفیدی |
| بوی باران                    | ۱۳۹۸      | شبکه اول سیما | محمود معظمی            |
| دختر گمشده                   | ۱۳۹۷      | شبکه سوم سیما | احمد کاوری             |
| سفر در خانه                  | ۱۳۹۶      | شبکه نسیم     | بهمن گودرزی            |
| محکومین                      | ۱۳۹۶      | شبکه اول سیما | حسین قناعت             |
| در قصه‌ها زندگی می‌کنند        | ۱۳۹۵      | شبکه دو سیما  | داود بیدل              |
| مرز خوشبختی                  | ۱۳۹۵      | شبکه دو سیما  | حسین سهیلی‌زاده         |
| دیوار شیشه‌ای                 | ۱۳۹۵      | شبکه اول سیما | راما قویدل             |
| آرام می‌گیریم                 | ۱۳۹۵      | شبکه دوم سیما | روح‌الله سهرابی         |
| آمین                         | ۱۳۹۴      | شبکه اول سیما | بهرنگ توفیقی           |
| نیاز                         | ۱۳۹۴      | شبکه اول سیما | حسین سهیلی‌زاده         |
| زمستان گرم                   | ۱۳۹۳      | شبکه تهران    | رسول صانعی             |
| رنگ شک                       | ۱۳۹۳      | شبکه سوم سیما | فریبرز عرب‌نیا          |
| زخم                          | ۱۳۹۳      | شبکه سوم سیما | مسعود آب‌پرور           |
| بچه‌های نسبتاً بد              | ۱۳۹۲      | شبکه اول سیما | سیروس مقدم             |
| شاید برای شما هم اتفاق بیفتد | ۱۳۹۱      | شبکه تهران    |                        |
| شاید برای شما هم اتفاق بیفتد | ۱۳۹۰      | شبکه تهران    |                        |
| راه طولانی                   | ۱۳۹۰      | شبکه اول سیما | رضا کریمی              |
| دارا و ندار                  | ۱۳۸۹      | شبکه تهران    | مسعود ده‌نمکی           |
| شاید برای شما هم اتفاق بیفتد | ۱۳۸۹      | شبکه تهران    |                        |
| روزگار قریب                  | ۱۳۸۶      | شبکه سوم      | کیانوش عیاری           |
| ساعت شنی                     | ۱۳۸۶      | شبکه اول سیما | بهرام بهرامیان         |
| قاب‌های خالی                  | ۱۳۸۶      | شبکه دوم سیما | مرتضی احمدی هرندی      |
| شب‌های برره                   | ۱۳۸۴      | شبکه سوم      | مهران مدیری            |
| اکسیژن                       | ۱۳۸۴      | شبکه تهران    | مهدی مظلومی            |
| هزاران چشم                   | ۱۳۸۱      | شبکه سوم سیما | کیانوش عیاری           |

#### تله فیلم[نیازمند منبع]
| عنوان تله فیلم          | سال تولید | کارگردان                     |
| ----------------------- | --------- | ---------------------------- |
| پلکان مرگ               | ۱۳۹۴      | عباس مرادیان                 |
| نشانه‌ها                 | ۱۳۹۳      | امیر شفیعیان                 |
| مسابقه ازدواج           | ۱۳۹۳      | سهیل موفق                    |
| فرار                    | ۱۳۹۱      | سیدرضا صافی                  |
| مهره سوخته              | ۱۳۹۰      | احمد معظمی                   |
| مادر نام دیگر عشق       | ۱۳۹۰      | محمود مزرعتی، ابوذر نوروزپور |
| زهره ترک                | ۱۳۹۰      | جواد مزدآبادی                |
| دادگاهی در گندم زار     | ۱۳۹۰      | جواد مزدآبادی                |
| یک اتفاق به ظاهر ساده   | ۱۳۸۹      | مسعود تکاور                  |
| به من کلک نزن           |           | سیدمهدی برقمی                |
| این یک تصادف نیست       | ۱۳۸۹      | بیژن شیرمرز                  |
| کت تنگ                  | ۱۳۸۹      | آرمین و آبتین حشمتی          |
| گنج خانه سفید           | ۱۳۸۹      | شاهد احمدلو                  |
| کیلومتر چهارده قسمت دوم | ۱۳۸۸      | آرش قادری                    |
| بلور باران              | ۱۳۸۸      | شاهد احمدلو                  |
| صدایم کن                | ۱۳۸۸      | افشین صادقی                  |
| سیم آخر                 | ۱۳۸۷      | صادق کامیار                  |
| کابوس                   | ۱۳۸۷      | سیروس مقدم                   |
| روز هفتم                | ۱۳۸۶      | مهدی کرم‌پور                  |
| زندگی بدون من           |           | حسین حکمت‌پور                 |
| اکباتان                 | ۱۳۸۶      | سعید اسدی                    |

### تئاتر[نیازمند منبع]
| عنوان نمایش    | زمان اجرای نمایش | کارگردان      |
| دزدان شماره ۴۳ | دی و بهمن ۱۳۹۸   | شاهین صادقیان |

## مستند[نیازمند منبع]
| نام مستند      | سال ساخت | کارگردان        |
| -------------- | -------- | --------------- |
| باران در آفتاب | ۱۳۸۸     | فرشاد فرشته‌حکمت |